# Yingcheng
Yingcheng (chiń. upr. 应城市; chiń. trad. 應城市; pinyin Yìngchéng Shì) – miasto na prawach powiatu w zachodniej części prefektury miejskiej Xiaogan w prowincji Hubei w Chińskiej Republice Ludowej. Liczba mieszkańców miasta w 2010 roku wynosiła 593812.